# سلحفاة متأثرة
السلحفاة المتأثرة هي نوع من السلاحف البرية وأحد نوعين حيَّين في جنس مانوريا. تعيش هذه السلحفاة في الغابات الجبلية بمنطقة جنوب شرق آسيا، وذلك في دول بورما وتايلند وماليزيا وكمبوديا ولاوس وفيتنام وجنوب الصين. لا يتعدى حجم السلاحف البالغة في الغالب 35 سنتيمتراً، وذلك يجعلها أصغر حجماً بكثيرٍ من أقاربها سلاحف الغابات الآسيوية.
لون صدفة السلحفاة وجلدها بني ذهبي. وهي تعيش في مناطق عالية الارتفاع، فقد يصل ارتفاع أماكن عيشها عن مستوى البحر إلى 2,000 متر. المعلومات المتوافرة حالياً عن حياتها شحيحةٌ جداً، لكن قد يشمل غذاؤها في البرية إلى حدٍّ كبيرٍ فطور عيش الغراب، كما وقد تأكل براعم الخيزران. يشتهر هذا النوع بصعوبة العناية به والحفاظ على حياته في الأسر. وحالته في البرية غير معروفة، إلا إنَّ السكان المحليين يصطادونه لأكله، ويُصنِّفه الاتحاد العالمي للحفاظ على الطبيعة كنوعٍ غير محصنٍ من خطر الانقراض.